# Xólotl
Xólotl (ou Xolotl ;AFI: [ˈʃolotɬ] ) foi um  líder Chichimeca do século XIII, um Tlatoani .
De acordo com algumas tradições historiográficas Xólotl fundou Tenayuca em 1224. Chegou ao Altiplano Central pouco depois da queda de Tula, a capital Tolteca. Ao inspecionar suas ruínas e ao não encontrar resistência entre a população que ainda residia nas redondezas tomou posse e estabeleceu fronteiras. Na época em que resolveu dividir as terras entre seus guerreiros, chegaram ao Vale do México outros grupos que foram beneficiados com terras: os Tepanecas, que se estabeleceram a noroeste, em Azcapotzalco; os Otomazahuas ao norte, em Xaltocan;  e os Acolhuas no oriente, em Coatlichan. Todas estas localidades estavam atreladas a Xólotl .
Xólotl foi sucedido por Nopaltzin que consolidou o Reino dos Chichimecas. Sua filha Cuetlaxochitzin , foi esposa de Acolnahuacatl, Tlatoani de Azcapotzalco e mãe do famoso Tezozómoc .
Após a morte de Xólotl, nobres de todas as partes do país se reuniram para realizar as honras fúnebres. O cadáver foi adornada com pequenas figuras de ouro e prata, e colocado em uma cadeira feita de copal e outras substâncias aromáticas, onde permaneceu durante cinco dias. Após o qual foi cremado, de acordo com o costume suas cinzas foram reunidas em uma urna de pedra e foram expostos durante quarenta dias em uma sala da mansão real, onde diariamente a nobreza se reunia para honrar a memória de seu soberano. Depois a urna foi levada a uma caverna nos arredores da cidade .
| Precedido por Ninguém | 1º Tlatoani de Tenayuca 1224 - 1304 | Sucedido por Nopaltzin |